# Angolanisch-brasilianische Beziehungen
Die angolanisch-brasilianischen Beziehungen umfassen die bilateralen Beziehungen zwischen Angola und Brasilien. Sie unterhalten seit 1975 offizielle diplomatische Beziehungen, deren Ursprünge bis ins 16. Jahrhundert zurückreichen.
Ihr Verhältnis gilt als sehr gut und wird traditionell von ihren jahrhundertealten historischen Verbindungen mit vielschichtigen kulturellen Gemeinsamkeiten geprägt, mit heute wieder bedeutenden Wirtschaftsbeziehungen. So zeigen sich Einflüsse aus Angola in vielen Aspekten afro-brasilianischer Kultur, und sie beeinflussen sich gegenseitig in Musik und anderen Bereichen der Kultur, heute mit einigem brasilianischem Übergewicht. Wirtschaftlich zählen brasilianische Unternehmen zu den wichtigsten privaten Investoren und Arbeitgebern im heutigen Angola, und die beiden Staaten sind gegenseitig wichtige Handelspartner. Brasilien war das erste Land, das 1975 die Unabhängigkeit Angolas anerkannte. Ein weiteres Verbindungsglied ist die militärische Kooperation, zu deren Zweck die Brasilianischen Streitkräfte in Angola eines ihrer acht Verbindungsbüros in Afrika unterhalten und dem auch die brasilianische Marinebasis in São Tomé und Príncipe untersteht.
Beide Staaten sind Gründungsmitglieder der Gemeinschaft der Portugiesischsprachigen Länder (CPLP) und arbeiten zudem in internationalen Gremien wie der Gruppe der 77, der Lateinischen Union, der Welthandelsorganisation oder den verschiedenen UN-Unterorganisationen zusammen.
Ein weiteres Verbindungsglied ist der Studentenaustausch und die gegenseitige Migration. Die angolanische TAAG Angola Airlines bietet direkte Flugverbindungen zwischen Angola und Brasilien.

## Geschichte

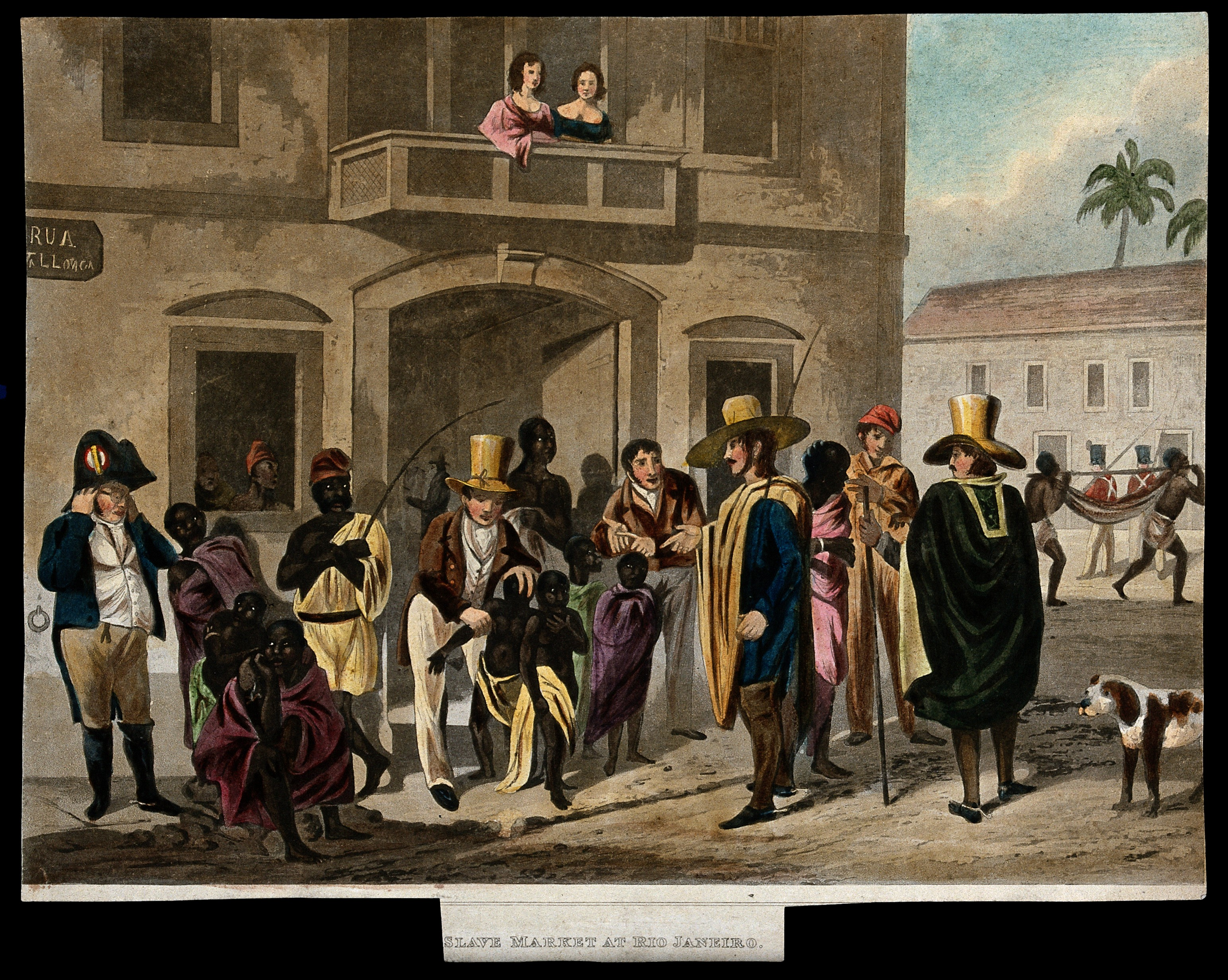
Sklavenmarkt in Rio de Janeiro, frühes 19. Jh. Der transatlantische Sklavenhandel bestimmte jahrhundertelang den innerportugiesischen, angolanisch-brasilianischen Handel und prägt die afro-brasilianische Kultur bis heute.

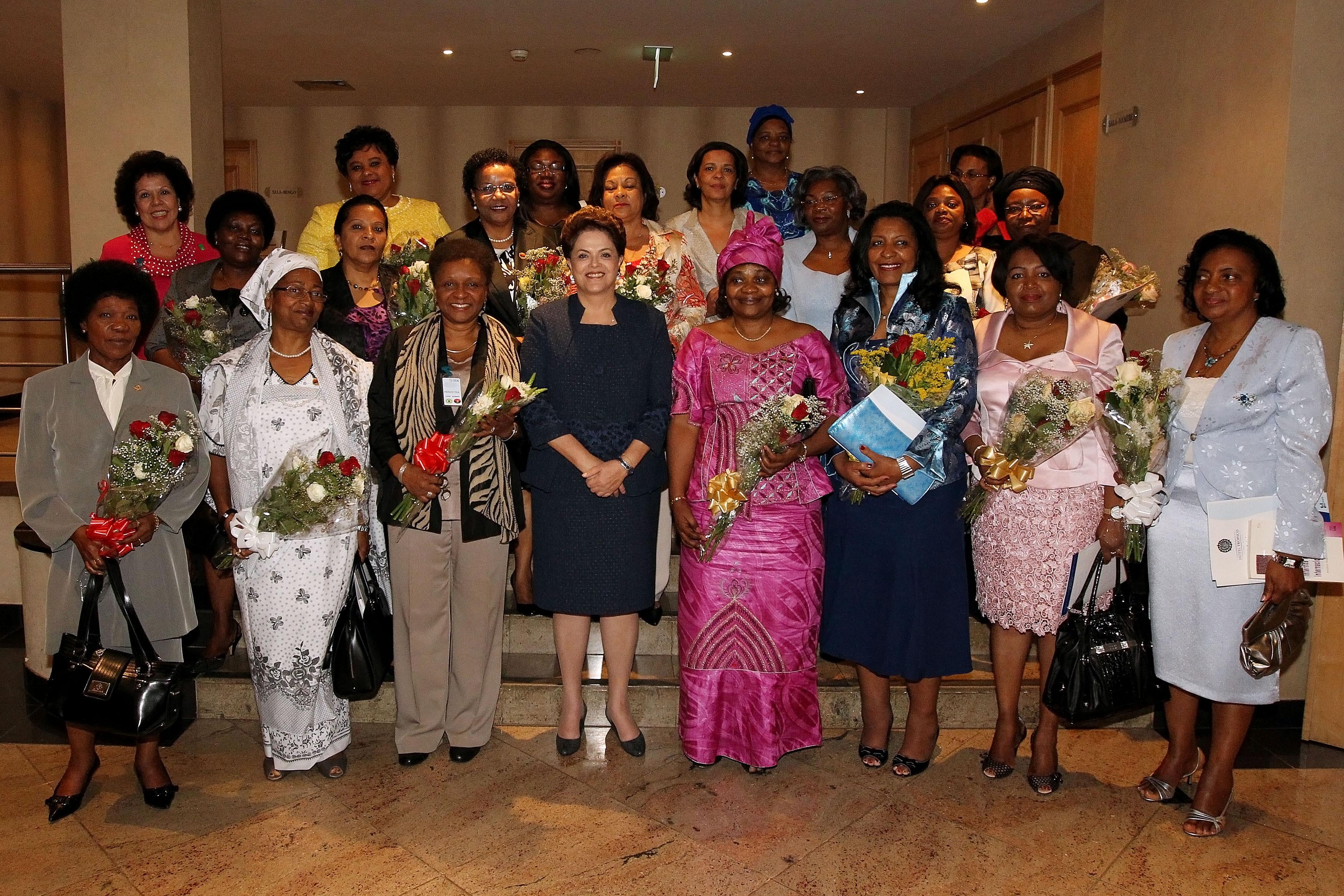
Brasiliens Präsidentin Dilma Rousseff beim Staatsbesuch 2011 in Luanda, mit Funktionärinnen angolanischer Frauenorganisationen. Seit 2010 sind die Beziehungen beider Staaten noch enger und vielschichtiger geworden.

Nachdem die portugiesischen Entdeckungsreisenden 1483 in Angola und 1500 in Brasilien angekommen waren, wurden beide Teil des portugiesischen Weltreichs und waren durch Handelswege verbunden. Insbesondere im erweiterten atlantischen Dreieckshandel wurden, neben etwas Warenaustausch, vor allem Sklaven aus Angola nach Brasilien für die dortige Plantagenwirtschaft gebracht. Dieser atlantische Sklavenhandel hielt auch nach dem beginnenden Sklavereiverbot Portugals im 18. Jahrhundert an. Brasilien erklärte sich 1822 von Portugal unabhängig, und seine Plantagenbesitzer betrieben den Sklavenhandel weiterhin – auch mit eigenen Niederlassungen in Angola, vor allem in Luanda, aber auch in anderen Handelsorten, die teils von Siedlern aus Brasilien gegründet wurden, etwa Benguela. Mit dem Auslaufen der Sklavenwirtschaft Ende des 19. Jahrhunderts und der nun zunehmend auch industriellen Entwicklung Brasiliens im 20. Jahrhundert nahmen die Verbindungen zwischen Angola und Brasilien dann wieder ab.
In den 1950er Jahren kamen auch in Angola Unabhängigkeitsbewegungen auf, die von Portugals kolonialem Estado-Novo-Regime unterdrückt wurden, bis sie ab 1961 schließlich in den portugiesischen Kolonialkrieg mündeten. In dessen Verlauf kamen vereinzelt auch brasilianische Söldner nach Angola, die auf beiden Seiten, meist aber auf portugiesischer Seite kämpften. Nach der Nelkenrevolution in Portugal 1974 bahnte sich dann ein rasches Ende der kolonialen portugiesischen Überseeprovinzen an. In Angola strebten nun unterschiedliche Gruppierungen an die Macht, und der Bürgerkrieg in Angola brach aus. Brasilien entsandte eine geheime Gruppe Militärberater zur Unterstützung der FNLA gegen die marxistische MPLA. Die mindestens 12 Brasilianer schlossen sich rechtsgerichteten, im Land verbliebenen portugiesischen Freischärlern an, um mitzuhelfen, eine sich abzeichnende kommunistische MPLA-Regierung im jungen Staat abzuwenden. Im Falle von Erfolgen der FNLA gegen die MPLA hatte Ernesto Geisel, Regierungschef der rechten Militärdiktatur Brasiliens, die Entsendung regulärer Militäreinheiten zu ihrer Hilfe versprochen, was nach dem raschen Sieg der MPLA aber nicht eintraf. Stattdessen erkannte Brasilien am 11. November 1975 als erster Staat die Unabhängigkeit Angolas an, noch vor Portugal oder Staaten des Ostblocks, und beide Staaten näherten sich langsam an, insbesondere wirtschaftlich.
Brasilianische Bauunternehmen führten schon während des Bürgerkriegs erste Infrastrukturprojekte in Angola durch, und brasilianische Rüstungsunternehmen belieferten die Angolanischen Streitkräfte, wenn auch nicht in bedeutendem Umfang. Ab 1990 kamen Bürgerkriegsflüchtlinge aus Angola verstärkt nach Brasilien. Nach Ende des Bürgerkriegs 2002 setzte dann ein durch Wiederaufbau ausgelöster Wirtschaftsboom in Angola ein, den besonders brasilianische Großunternehmen zu Investitionen und Ausweitung ihrer Geschäftsfelder nutzten. Parallel nahm die Migration von Angola nach Brasilien ab, während sie in Gegenrichtung nun einsetzte, vor allem im Zusammenhang mit der stark gestiegenen Präsenz brasilianischer Unternehmen.
Die Beziehungen verbesserten sich nun stetig, zum einen durch das sich konsolidierende Angola seit 2002, und zum anderen durch die intensivierte Außenpolitik des 2003 ins Amt gekommenen brasilianischen Präsidenten Lula da Silva. 2010 erhoben beide Staaten ihre Beziehungen zu einer strategischen Partnerschaft, neben den brasilianisch-südafrikanischen Beziehungen die einzige strategische Partnerschaft Brasiliens in Afrika. Damit sind seither zahlreiche Kooperationen, Abkommen, regelmäßige Staatsbesuche auf allen Ebenen und feste Konsultationsformate verbunden. Dabei wuchsen auch die Wirtschaftsbeziehungen weiter, so dass Angola heute zu Brasiliens wichtigsten Handelspartnern in Afrika zählt, während Brasilien der wichtigste Handelspartner Angolas in Lateinamerika ist.

## Diplomatie
Angola unterhält eine eigene Botschaft in der brasilianischen Hauptstadt Brasília, dazu bestehen zwei angolanische Generalkonsulate in Brasilien, in den beiden größten Städten des Landes, in São Paulo und in Rio de Janeiro.
Brasilien unterhält seinerseits eine eigene Botschaft in der angolanischen Hauptstadt Luanda, dazu beschloss es 2023 die Eröffnung eines Generalkonsulats.

## Migration und Studentenaustausch

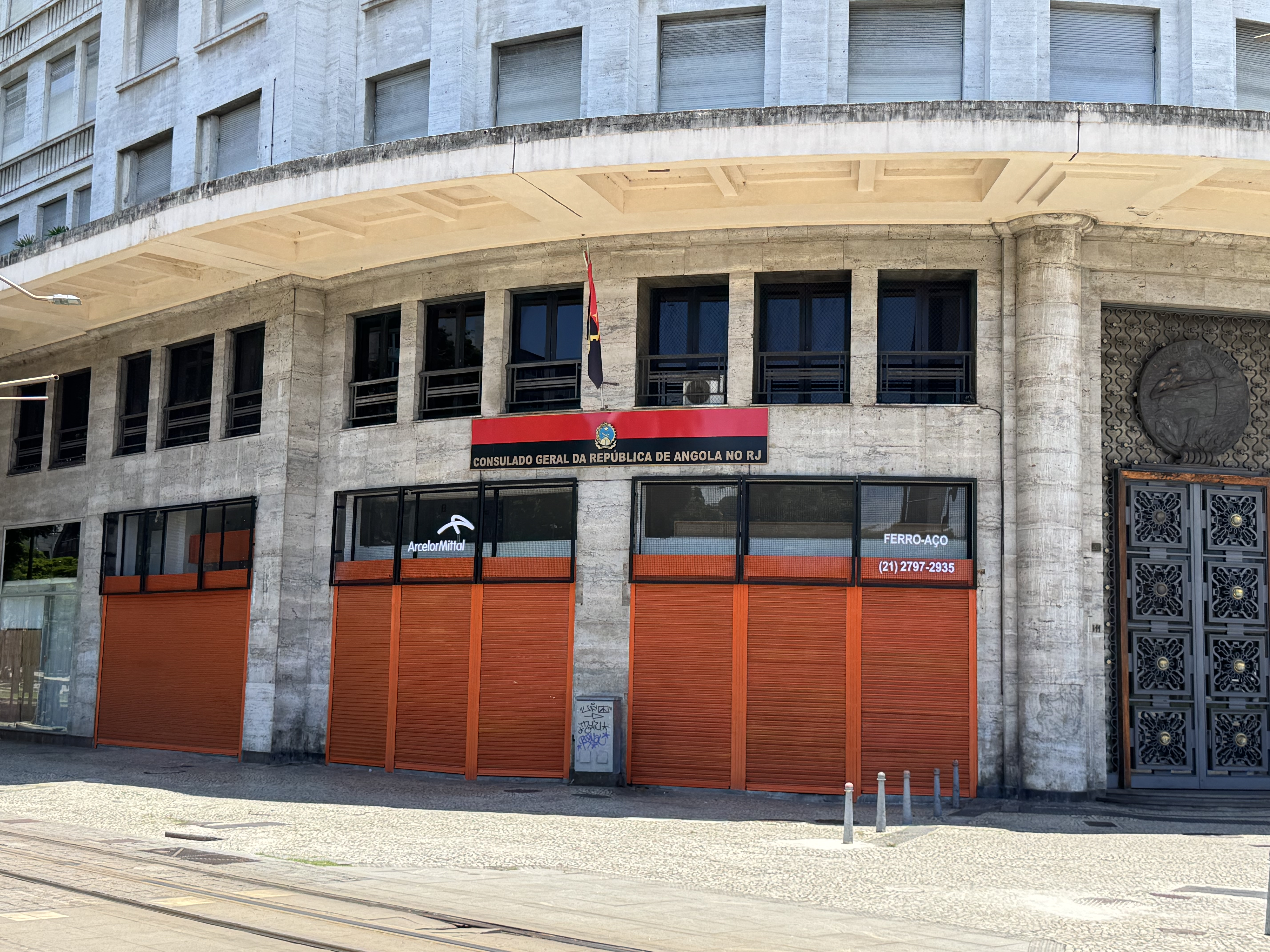
Generalkonsulat Angolas in Rio de Janeiro. Die gegenseitige Migration ist heute ein weiteres Verbindungsglied zwischen beiden Ländern.

### Angolaner in Brasilien
Die Einwanderung aus Angola gehört zu den ältesten in Brasilien, beginnend mit dem Sklavenhandel ab dem 16. Jahrhundert. Die moderne Einwanderung begann ab 1990, mit Kriegsflüchtlingen aus dem angolanischen Bürgerkrieg. Bis 2004 stellten Angolaner zeitweise mehr als die Hälfte aller nach Brasilien Geflüchteter, danach nahm die Zahl Geflüchteter und Einwanderer aus Angola ab, vor allem auf Grund des Bürgerkriegsendes und der einsetzenden wirtschaftlichen Erholung Angolas. In dem Zusammenhang setzte auch eine merkliche Rückwanderung aus Brasilien nach Angola ein. Dennoch suchen Angolaner weiter in Brasilien nach einem besseren Leben, wo sie sich auf Grund der kulturellen Nähe und Vorkenntnisse über Brasilien vergleichsweise problemlos integrieren. Dabei ist ihre Zahl heute jedoch geringer, insbesondere erfolgt nunmehr kaum noch eine Anerkennung als Flüchtling. So stellten sie zwischen 2007 und 2017 nur 1 % der anerkannten Geflüchteten in Brasilien.
Im Jahr 2024 waren 28.781 angolanische Staatsbürger in Brasilien gemeldet, neben Arbeitsmigranten, Geflüchteten oder Unternehmern auch zahlreiche Studenten. Daneben besuchen wohlhabende Touristen aus Angola häufig Brasilien. Die brasilianischen Konsulardienste in Angola stellen die zweitmeisten Visa aller brasilianischen Auslandsvertretungen aus, vor allem Besuchsvisa für Studenten und Touristen.

### Brasilianer in Angola
Vor allem seit dem Ende des Bürgerkriegs und des folgenden Wiederaufbaus kamen zahlreiche brasilianische Unternehmen nach Angola, um im Bauwesen, in der Förderung von Erdöl, Erzen und Diamanten, aber auch in der Agrarwirtschaft und im Handel tätig zu werden. In dem Zusammenhang brachten sie tausende Mitarbeiter aus Brasilien nach Angola.
In Angola leben heute rund 15.000 brasilianische Staatsbürger, zu einem Teil Expatriates, aber auch so unterschiedliche Personenkreise wie Arbeitsmigranten, Missionare evangelikaler Freikirchen, Sportler, Kulturschaffende, Agrar-Unternehmer oder auch Einwanderer aus familiären Gründen, darunter auch Rückkehrer portugiesischstämmiger Siedler, die nach der Unabhängigkeit Angolas nach Brasilien auswanderten. Quellen nennen zu verschiedenen Zeitpunkten unterschiedliche Zahlen zu den Brasilianern in Angola, die zwischen 20.000 und zwischenzeitlich über 30.000 Brasilianer betragen haben. Die großen kulturellen Ähnlichkeiten erleichtern den Brasilianern die Integration in die angolanische Gesellschaft, insbesondere in Luanda und anderen großen Städten im Land.

### Studentenaustausch

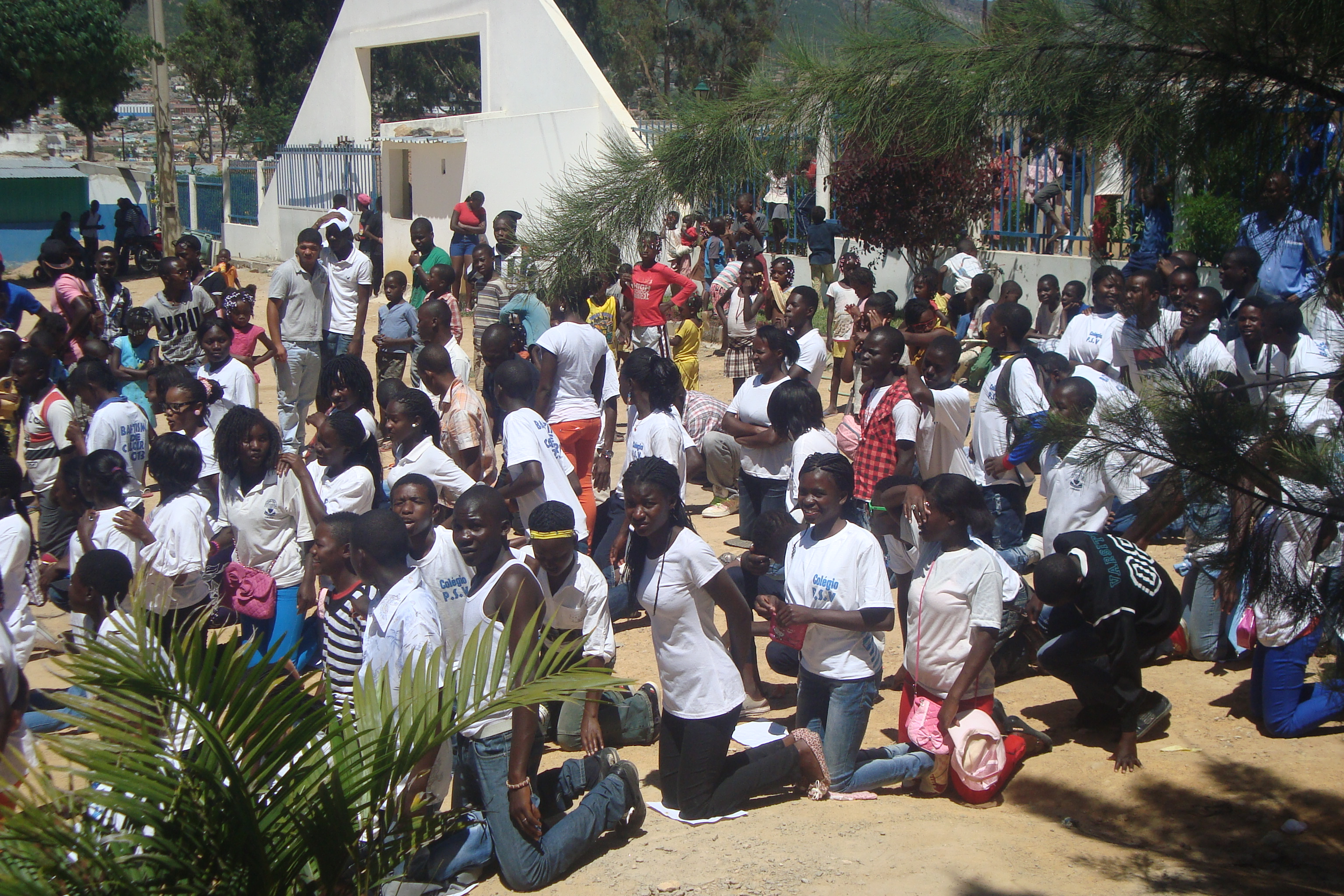
Gymnasiasten in Lubango (2011): das Interesse unter angolanischen Lernenden an einem Studium in Brasilien ist ungebrochen hoch.

Der Studentenaustausch zwischen beiden Ländern ist von einiger Bedeutung, wobei er nicht ausgewogen verläuft. Die brasilianischen Studenten an Universitäten in Angola stellen dabei naturgemäß den geringeren Anteil. So vergibt Angola zwar auch seinerseits Studienplätze und Forschungsstipendien an brasilianische Studenten, darunter Programme wie die 50 Kurzzeit-Stipendien an der Universidade Agostinho Neto für afrikastämmige Brasilianer. Doch brachten brasilianische Austauschprogramme und Stipendien im Laufe der Jahre bereits tausende angolanische Studenten an brasilianische Hochschulen. Zu nennen insbesondere das staatliche Programm Programa de Estudantes-Convênio de Graduação (PEC-G), mit dem die brasilianische Bundesregierung ausländische Studenten in Brasilien fördert.
Im Zuge des massiven Ausbaus der Universitäten in Angola seit 2009 nimmt die Bedeutung des brasilianischen Programms für angolanische Studenten nur leicht ab, und es besteht weiterhin ein großes Interesse angolanischer Studenten, an brasilianischen Hochschulen zu studieren. Jedes Jahr beantragen rund 600 angolanische Studenten ein Studentenvisum bei der brasilianischen Botschaft in Angola, von denen rund ein Viertel wegen fehlerhafter oder fehlender Dokumente nicht bewilligt werden. Gelegentlich kommt es zu Protesten angolanischer Studienbewerber, die nach einer Zusage einer meist privaten brasilianischen Universität und der bereits erforderten Entrichtung der Studiengebühren sehr lange auf ein Einreisevisum warten. Die brasilianische Botschaft erklärt das Problem mit der Zuständigkeit: sie könne nur Touristenvisa in Eigenregie ausstellen, dauerhafte Visa dagegen benötigten der Anweisung der Einwanderungsbehörden in Brasilien, was den Prozess verzögere. In dem Zusammenhang kam es bereits zu Demonstrationen vor der brasilianischen Vertretung in Luanda, die von der Polizei aufgelöst wurden und bei der Studenten festgenommen wurden.
Im Januar 2025 wurde eine neue Initiative bekannt, mit der über mehrere Jahre 10.000 Stipendien an angolanische Studenten an mehreren brasilianischen Hochschulen gehen sollen. Bei Vereinfachungen bei der Visavergabe und neuen Vereinbarungen zu postgradualen Studien sollen so jedes Jahr etwa 1.000 Studenten aus Angola mit einem solchen Stipendium nach Brasilien gehen und weitere 1.900 Studenten in Angola ein Fernstudium in Brasilien absolvieren können.

## Wirtschaft

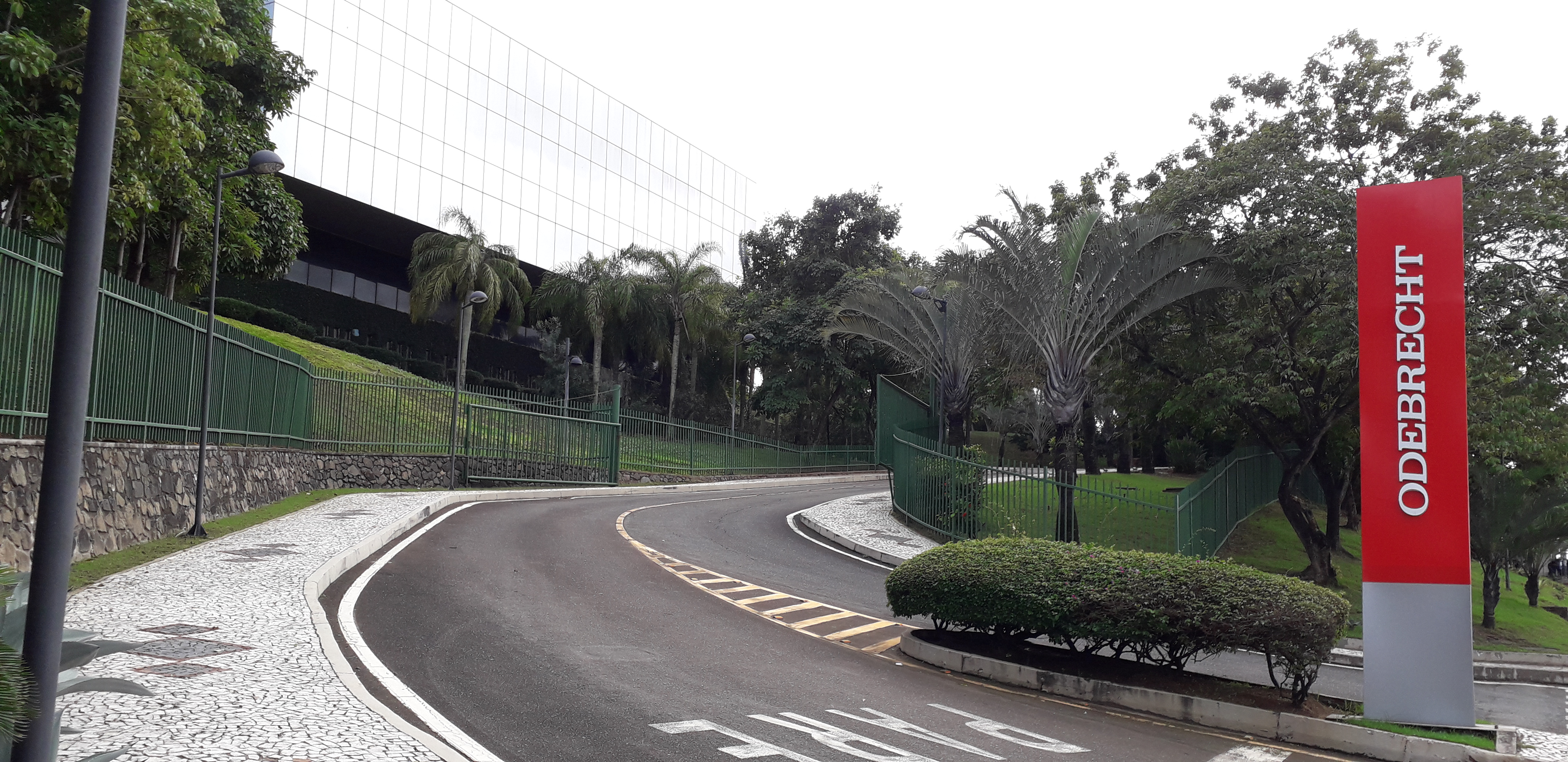
Einfahrt zum Hauptsitz der brasilianischen Odebrecht-Gruppe (heute Novonor) in Salvador. Odebrecht gehört zu den größten privaten Unternehmen in Angola.

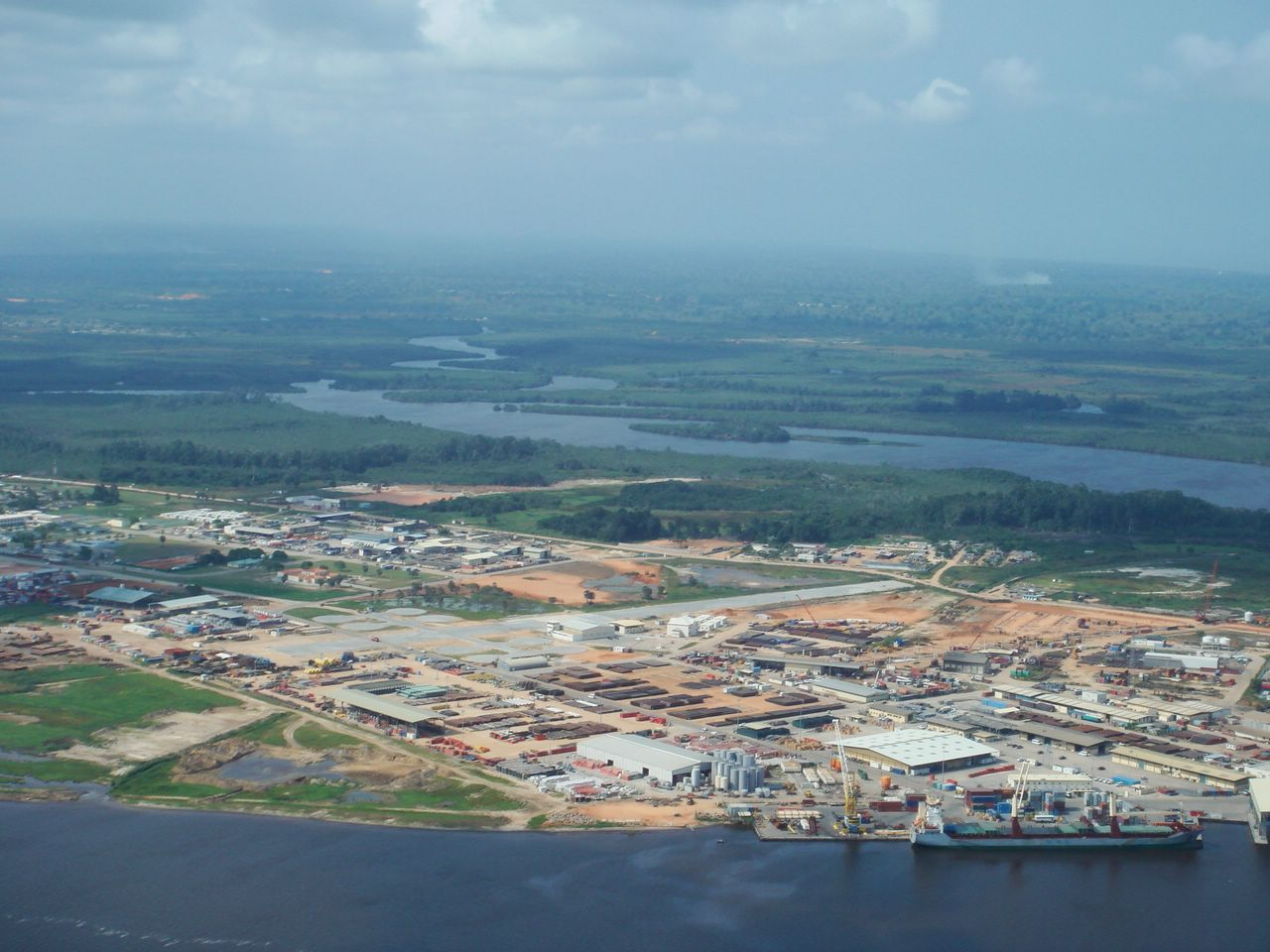
Petrochemische Anlagen in Soyo: Erdöl und Erdgas dominieren Angolas Ausfuhren nach Brasilien.

Bereits während des Bürgerkriegs in Angola (1975–2002) waren brasilianische Ingenieurs- und Bauunternehmen dort engagiert, etwa das Bauunternehmen Odebrecht, das große Infrastrukturprojekte wie die Talsperre Capanda (1982) durchführte. Auch Unternehmen wie Grupo Camargo Corrêa (heute Mover Participações), Andrade Gutierrez oder Grupo Queiroz Galvão gehörten dazu. Nach dem Ende des Bürgerkriegs 2002 und der folgenden wirtschaftlichen Erholung gehörten brasilianische Unternehmen dann zu den größten wirtschaftlichen Akteuren im Land. So stieg die Odebrecht-Gruppe mit ihren vielen Geschäftsfeldern in Angola, die dort viele der größten und kostenintensivsten Wiederaufbau- und Infrastrukturprojekte realisierte, bis 2015 zum größten privaten Arbeitgeber im Land auf. Insbesondere seit 2013 wurden dabei auch zahlreiche Fälle von mutmaßlicher Korruption bekannt, mit der Odebrecht-Unternehmen sich auch in Angola Zuschläge für besonders große Projekte sicherten. Zwischen 2006 und 2013 sollen dabei mutmaßlich etwa 50 Mio. US-Dollar an angolanische Politiker geflossen sein, was Gegenstand von Untersuchungen und Verfahren in Brasilien, nicht aber in Angola wurde.
Ihr Warenaustausch ist in stetem Wachstum begriffen. Im Jahr 2023 war Brasilien bereits der viertwichtigste Lieferant angolanischer Importe (nach Portugal, China und den Vereinigten Staaten, noch vor Südafrika) und stand an 14. Stelle bei den Empfängern der angolanischen Exporte.
Im Jahr 2020 beliefen sich die brasilianischen Direktinvestitionen in Angola auf rund 612 Mio. US-Dollar. Das bilaterale Handelsvolumen betrug in dem Jahr 577 Mio. US-Dollar, mit einem Handelsbilanzüberschuss von 239 Mio. zu Gunsten Brasiliens. Brasilien exportierte Waren im Wert von 408 Mio. US-Dollar nach Angola, davon 15 % Fleisch, 10 % raffinierter Zucker und 10 % Landmaschinen. Angola führte zeitgleich Produkte in Höhe von 169 Mio. US-Dollar nach Brasilien aus, davon 72 % Petroleum (Roh-Erdöl) und 27 % Erdgas.
Im Jahr 2023 war ihr Handelsvolumen bereits auf 1,259 Mrd. US-Dollar gestiegen, mit einem Handelsbilanzüberschuss von 259 Mio. US-Dollar zu Gunsten Angolas. Brasilien exportierte Waren im Wert von 500 Mio. US-Dollar nach Angola, davon 67,9 Mio. Busse, 62,1 Mio. Geflügelfleisch und 32,1 Mio. raffinierter Zucker.  Angola führte zeitgleich Produkte in Höhe von 759 Mio. US-Dollar nach Brasilien aus, davon 653 Mio. Roh-Erdöl, 73,6 Mio. raffiniertes Erdöl und 29,9 Mio. Teeröl.

## Kultur

### Institutionen
In der angolanischen Hauptstadt Luanda besteht mit dem Instituto Guimarães Rosa Luanda eine Niederlassung des Instituto Guimarães Rosa, des staatlichen brasilianischen Kulturinstituts.

### Musik, Tanz, Capoeira und weitere afrobrasilianische Kultur

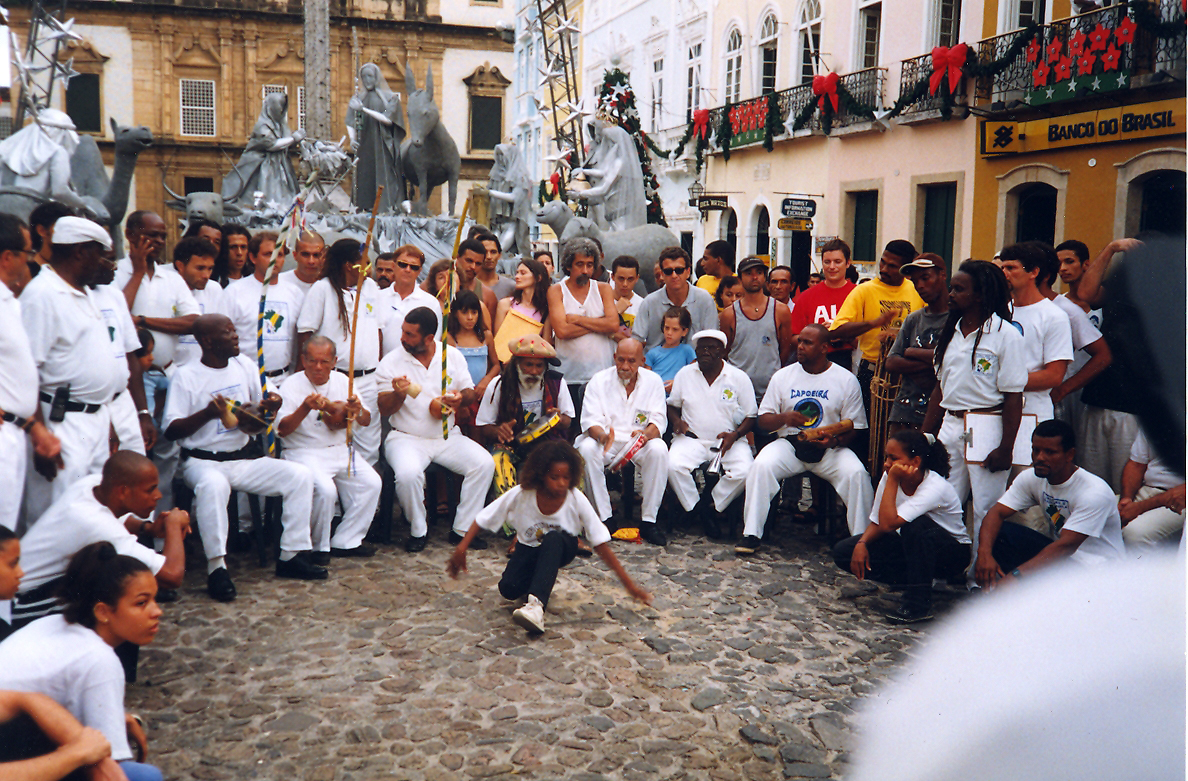
Capoeira Angola in der historischen Altstadt von Salvador (2006). Angola ist einer der Haupteinflüsse der traditionellen afro-brasilianischen Kultur, etwa in Tanz, Musik und Spiritualität.

In den afrobrasilianischen Religionen, vor allem aber in anderen Bereichen der afrobrasilianischen und brasilianischen Kultur sind Einflüsse aus Angola nachweisbar, inhaltlich, aber auch in Begrifflichkeiten.
So entstand die international bekannte Brasilianische Musik unter Einflüssen auch aus Angola. Dabei werden die brasilianische Sambamusik, aber auch der brasilianische Sambatanz insbesondere auf den angolanischen Semba zurückgeführt.
Die bekannte brasilianische Kampfkunst, die Capoeira, zeigt ebenfalls Einflüsse aus Angola, was besonders in der Bezeichnung einer ihrer Hauptformen, der Capoeira Angola deutlich wird. Die Kampfkunst Bassula, die mit Sklaven aus Angola nach Brasilien kam, gilt als eine der Ursprünge der Capoeira.
Im Gegenzug findet heute auch Musik aus Brasilien in Angola einige Verbreitung.

### Literatur

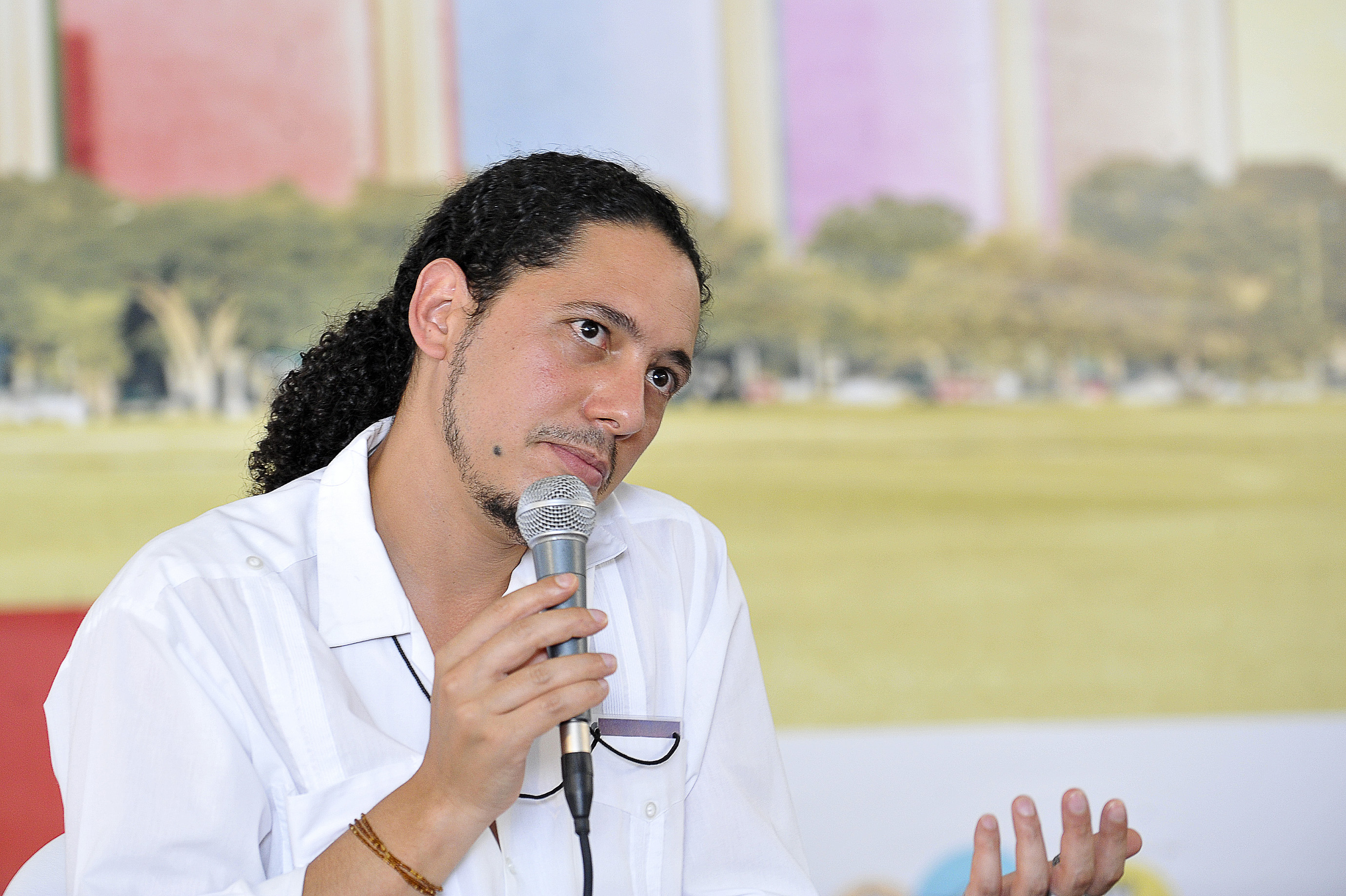
Ondjaki bei der 1. Bienal do Livro e da Literatura 2012 in Brasília.

### Film und Fernsehen
Film

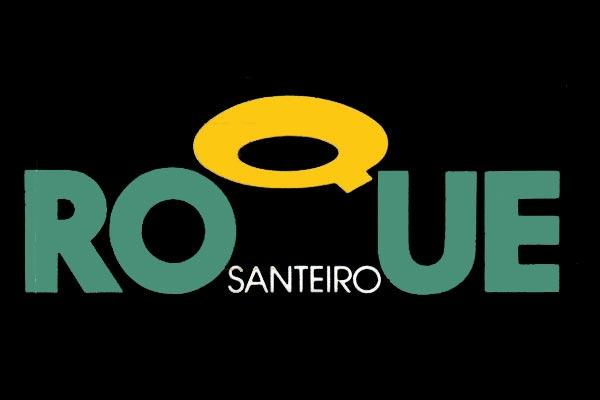
Logo der auch in Angola enorm populären brasilianischen Telenovela Roque Santeiro (1985–1986). Sie wurde 1991 sogar umgangssprachliche Namensgeberin des Marktes Mercado Roque Santeiro im Hauptstadtviertel Sambizanga (2011 geschlossen).

Im Rahmen des wandernden Teils des FESTin-Filmfestivals, des Filmfestivals des portugiesischsprachigen Films, treffen Filmschaffende beider Länder regelmäßig aufeinander und werden Filme im jeweils anderen Land aufgeführt, wenn auch mit deutlichem Übergewicht brasilianischer Produktionen.
Die historischen Beziehungen zwischen Angola und Brasilien, mit Portugal als gemeinsamen Nenner, sind auch in Filmproduktionen Thema. Zu nennen sind vor allem Dokumentarfilme, etwa Cartas para Angola (2012) der brasilianischen Filmschaffenden Julio Matos und Coraci Ruiz, die in ihrem Film die historisch-kulturellen Gemeinsamkeiten Angolas und Brasiliens beleuchten. Matthias Assunção geht in Jogo de Corpo. Capoeira e Ancestralidade (2013) der Geschichte der Capoeira auf beiden Seiten des Atlantiks nach, und in Triângulo (2013) spüren fünf Regisseure aus Angola, Brasilien und Portugal die besonderen Beziehungen zwischen den historischen Hauptstädten Luanda, Lissabon und Rio de Janeiro auf.
Fernsehen
In Angola ist der Fernsehkanal TV Globo África zu empfangen, der insbesondere für die afrikanischen Länder portugiesischer Sprache konzipierte Kanal der brasilianischen Grupo Globo. Angolanische Kabelfernsehanbieter bieten ihren Kunden auch weitere brasilianische Kanäle, teils regional, teils landesweit, darunter Angebote des staatlichen Senders TV Brasil (über den Ableger TV Brasil Internacional), aber auch Kanäle wie My Channel Africa und andere des Fernsehnetzwerks Record, Band Internacional der Rede Bandeirantes und anderer Sender. Neben populären Telenovelas sind bei Record und anderen auch Sendungen evangelikaler Freikirchen darunter, die mitunter auch kritisch betrachtet werden. Auch der Vorwurf einer „Brasilianisierung“ ist gelegentlich zu vernehmen, weniger als etwa bei portugiesischen Sendern wie RTP África, die auch Beiträge in eigenen Produktionsstandorten vor Ort produzieren und auch mit einheimischen Moderatoren arbeiten.
Die 140 Folgen der Telenovela Windeck, die erste angolanische Telenovela-Produktion, wurde ab November 2014 einmal wöchentlich auch in Brasilien gezeigt, im staatlichen Kanal TV Brasil. Die Serie wurde im Originalton ausgestrahlt, also in dem in Angola gesprochenen europäischen Portugiesisch, nicht im Brasilianischen Portugiesisch.

## Sport

### Fußball

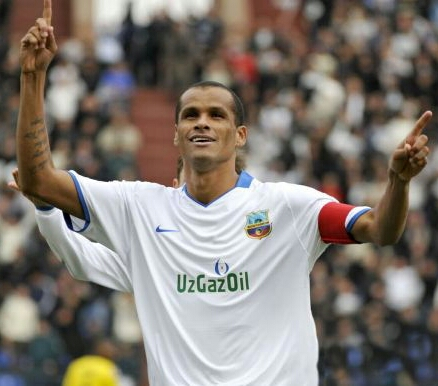
Rivaldo mit dem WM-Pokal 2002. Der Weltfußballer 1999 ging 2012 zum angolanischen Klub Kabuscorp FC. Er dort initiierte auch soziale Projekte.

Fußball ist in beiden Ländern der populärste Sport. Die Angolanische und die Brasilianische Fußballnationalmannschaft der Männer hat jedoch noch nicht gegeneinander gespielt, auch die Angolanische und die Brasilianische Fußballnationalmannschaft der Frauen nicht (Stand November 2024).
Der Brasilianer Beto Bianchi war 2017 Nationaltrainer der angolanischen Männer-Auswahl.
Spieler beider Länder laufen auch im jeweils anderen Land auf. So waren etwa die angolanischen Nationalspieler Bastos oder Hermenegildo da Costa Paulo Bartolomeu bei brasilianischen Klubs tätig, während Brasilianer wie Harrison Cardoso de Oliveira, Eric, Marclei Santos, Matheus Fornazari, Dyego Sousa, David Carlos Teles Veloso, Luiz Phellype, Douglas Tardin, Maikon Leite oder Rivaldo in Angola spielten.
Auch wenn der Fußball in Angola bis heute stark vom portugiesischen Fußball beeinflusst ist, mit zahlreichen Filialvereinen portugiesischer Klubs, so gibt es auch angolanische Vereine, die vom brasilianischen Fußball beeinflusst sind. So hat sich der angolanische Klub Santos Futebol Clube de Angola vom brasilianischen Traditionsverein FC Santos inspirieren lassen.

### Rollhockey
Rollhockey ist in portugiesischsprachigen Ländern deutlich populärer, als etwa in Mitteleuropa.
Brasilien veranstaltete bisher drei Rollhockey-Weltmeisterschaften (1966, 1986, 1995). 1966 war Angola nicht vertreten (erst 1975 unabhängig). 1986 schloss Brasilien als Sechster und Angola als Siebter, sie trafen dabei einmal aufeinander, Brasilien gewann 1:0. Und 1995 wurde Brasilien Vierter und Angola Siebter, sie trafen dabei erneut einmal aufeinander, das Spiel der Gruppenphase in der Gruppe A ging 3:2 für Brasilien aus.
Angola richtete die Rollhockey-Weltmeisterschaft 2013 aus. Angola beendete das Turnier als Neunter, Brasilien endete auf dem sechsten Platz. Die beiden Teams trafen dabei nicht aufeinander.

### Andere
Athleten beider Länder begegnen sich regelmäßig in Sportwettkämpfen. An den Jogos da Lusofonia, den Wettkämpfen der portugiesischsprachigen Welt, nahmen beide Länder von Beginn an teil. Die Spiele werden von der Associação dos Comités Olímpicos de Língua Oficial Portuguesa (ACOLOP) organisiert, dem Verband der olympischen Komitees der portugiesischsprachigen Länder, in denen beide Mitglied sind.